# 小野田淳子
小野田 淳子（おのだ じゅんこ、旧姓：桑名）は、日本のフィギュアスケート選手（ペアスケーティング・女子シングル）。パートナーは橋口高次。1958年、1959年全日本フィギュアスケート選手権2連覇。

## 経歴
1955年、全日本ジュニア選手権の女子シングルに出場し3位に入る。
1958年、橋口高次とカップルを組み全日本選手権で優勝、史上3組目の全日本チャンピオンとなる。1959年、小野田に改姓。再び全日本選手権に出場し2連覇を果たす。

## 主な戦績
| 大会/年              | 1955-56 | 1956-57 | 1957-58 | 1958-59 | 1959-60 |
| -------------------- | ------- | ------- | ------- | ------- | ------- |
| 全日本選手権         |         |         |         | 1       | 1       |
| 全日本ジュニア選手権 | 3       |         |         |         |         |